# Ана Попович
Ана Попович (серб. Ана Поповић, 13 травня 1976, Белград, СФРЮ) — сербська блюз і блюз-рок гітаристка і співачка з Белграду. Дискографія Анни Попович складається з семи сольних студійних альбомів, два живих сольних альбоми, одного студійного альбому випущений з її батьком, і одного студійного альбому в складі групи Hush. Народилася в Сербії, (Югославія), Попович в даний час проживає в місті Мемфісі, штат Теннессі в США.
Її батько — бас-гітарист, в 15 років Ана взяла в руки його гітару. «Я виросла на американському блюзі, тому що саме його слухав мій тато, його він грав на гітарі», — казала Попович.
У 2006-му Ану запрошують до участі в легендарному «Blues Cruise 2006». У лютому читачі журналу «BluesWax Magazine» номінують Ану на «Blues Artist of the Year». У липні 2006 Ана номінована в декількох категоріях «Living blues awards 2006»: «Best blues DVD of 2005», «Best Live Performer», «Best Female Blues Artist» і «Most Outstanding Musician (Guitar)».

## Дискографія
- Hush! (2001)
- Comfort to the Soul (2003)
- Still Making History (2007)
- Blind for Love (2009)
- Unconditional (2011)
- Can You Stand the Heat (2013)
- Trilogy (2016)
- Like It on Top (2018)